# Бухта (річка)
Бу́хта — річка в Україні, в межах Мостиського району Львівської області. Права притока Вігору, (басейн Вісли).

## Опис
Довжина 26 км. Площа водозбірного басейну 151 км². Похил річки 3 м/км. Долина коритоподібна, завширшки 0,8-2,5 км. Річище звивисте, завширшки до 10 м. Заплава у нижній течії місцями заболочена. Живлення переважно дощове і снігове. Льодостав до початку березня. Використовується на технічний водозабір.

## Розташування
Бухта бере початок на північ від села Верхівців, на схилах Головного європейського вододілу. Тече спочатку на північ, потім на північний захід, у середній та нижній течії на захід, у пригирловій частині — на південний захід. Впадає до Вігору біля південно-західної частини с. Цикова, при польсько-українському кордоні.
Річка протікає через такі села: Боляновичі, Золотковичі, Гориславичі, Гусаків, Хідновичі, Поповичі, Циків.

## Притоки
Праві: Зазавка, Чистина, Солотвина.
Ліві: Солотвина, Вільшанка.